# دانگ‌فنگ فنگ‌شینگ لینگژی
دانگ‌فنگ فنگ‌شینگ لینگژی یک خودروی مینی‌ون است که توسط دانگ‌فنگ موتور تولید می‌شود.

## بررسی اجمالی
یک فیس‌لیفت در سال ۲۰۲۰ با سپر جلو و جلوپنجره بازطراحی شده عرضه شد. موتور مدل فیس‌لیفت، از یک موتور ۱٫۶ لیتری تنفس طبیعی با جعبه‌دنده ۵ سرعته دستی و یک موتور ۲٫۰ لیتری اضافه با توان تولید ۱۲۲ اسب بخار قدرت و ۲۰۰ نیوتن‌متر گشتاور که به یک جعبه‌دنده ۶ سرعته دستی متصل شده‌است بهره می‌برد.

## نگارخانه

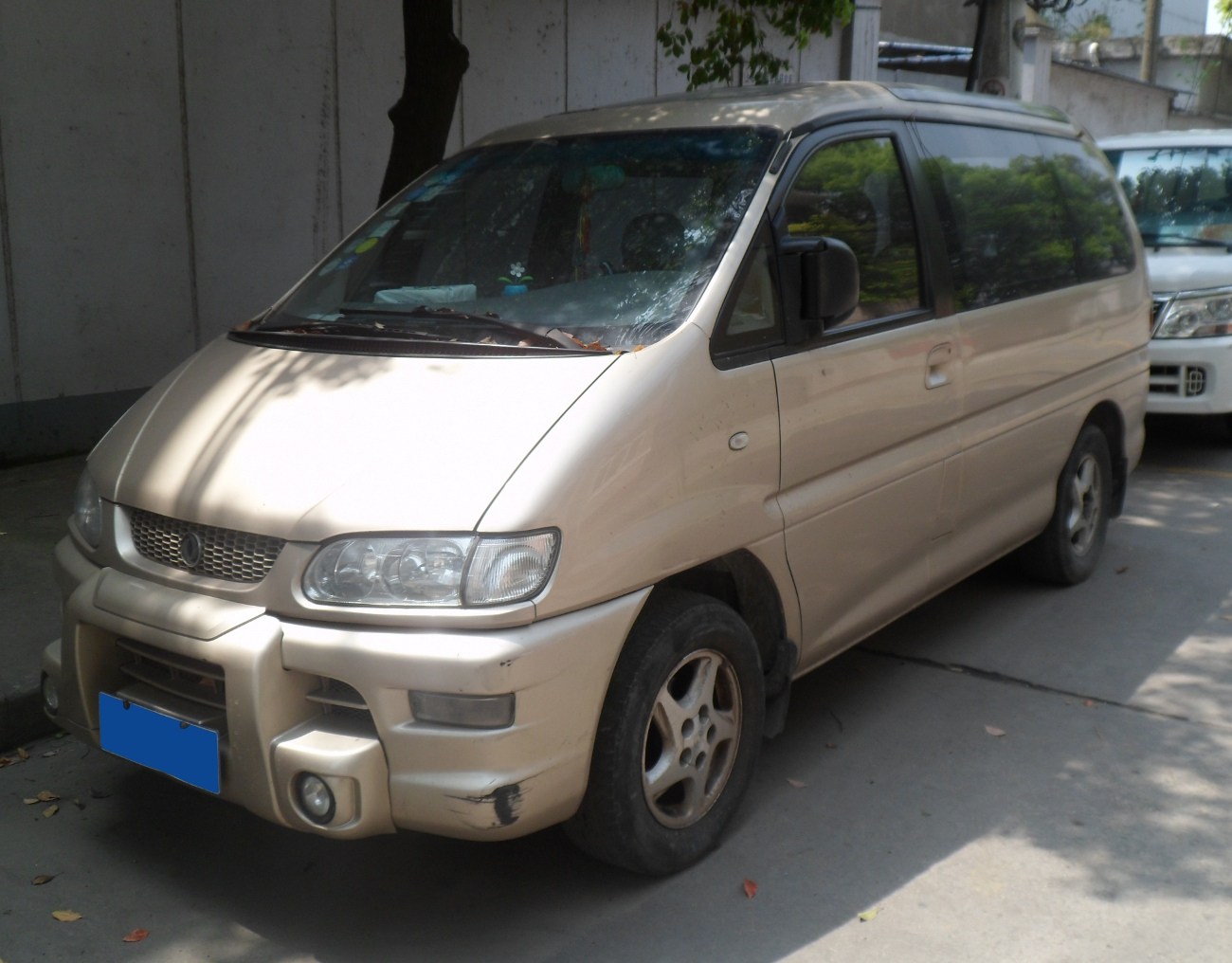
دانگ‌فنگ فنگ‌شینگ لینگژی (جلو)
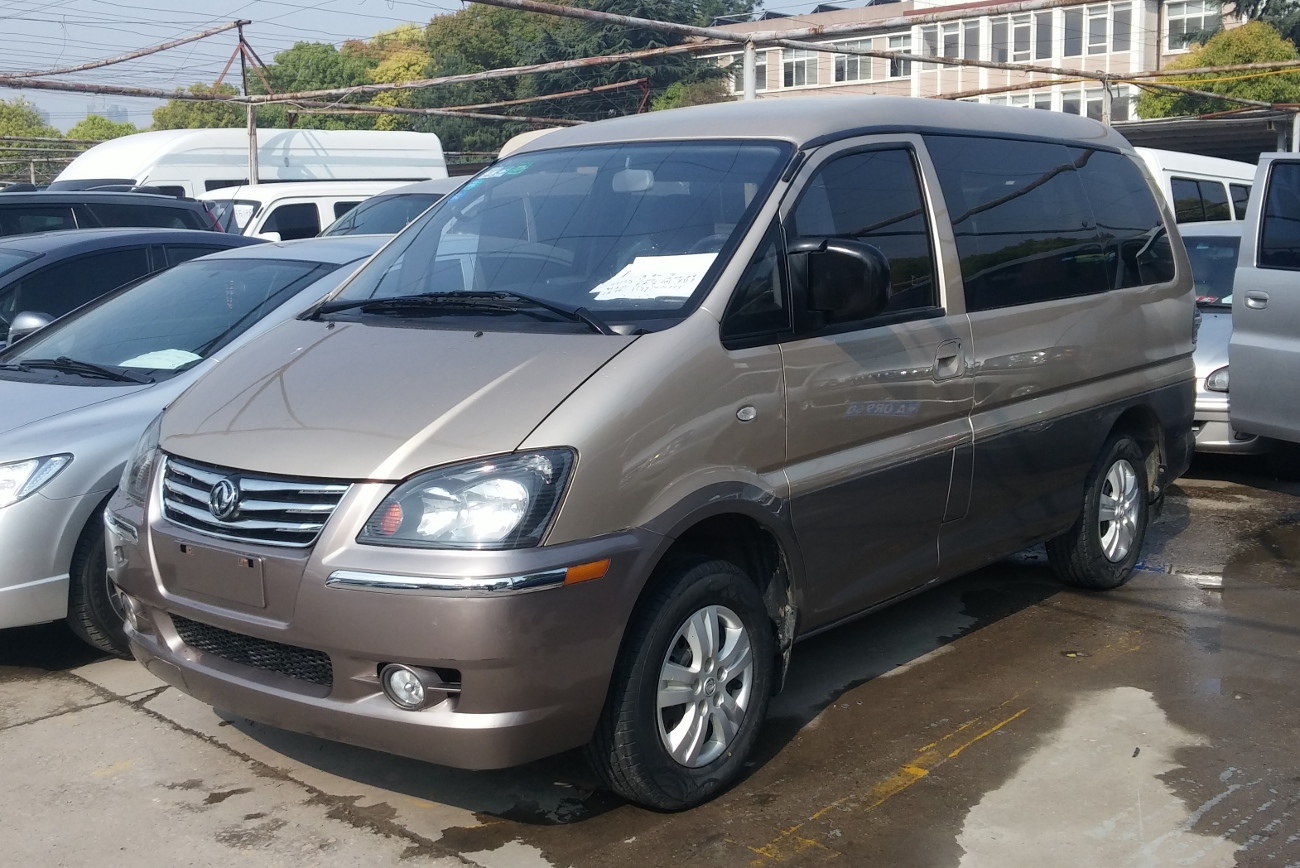
دومین فیس‌لیفت فنگ‌شینگ لینگژی (جلو)
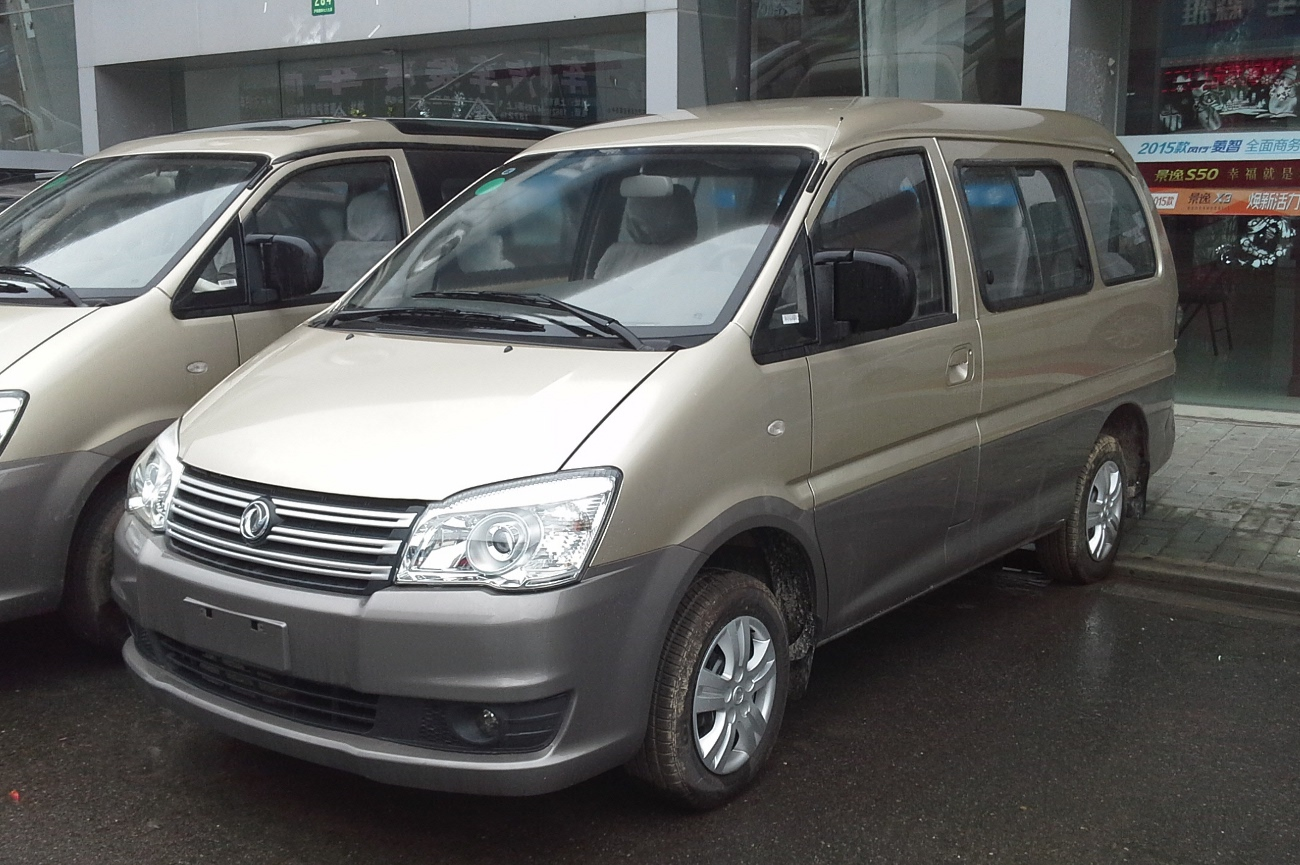
سومین فیس‌لیفت فنگ‌شینگ لینگژی (ام۳) (جلو)
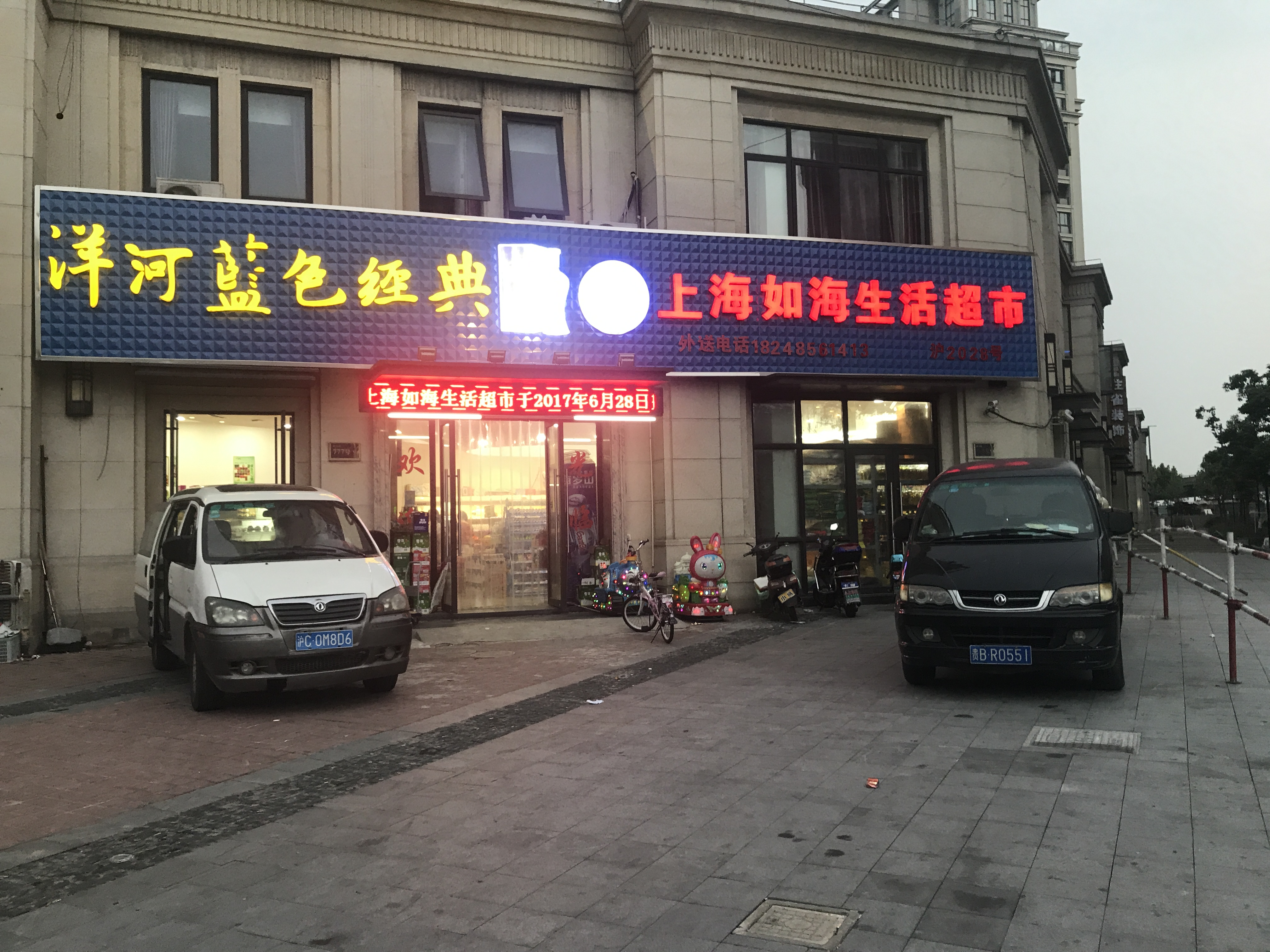
اولین فیس‌لیفت فنگ‌شینگ لینگژی (راست) دومین فیس‌لیفت فنگ‌شینگ لینگژی (چپ)
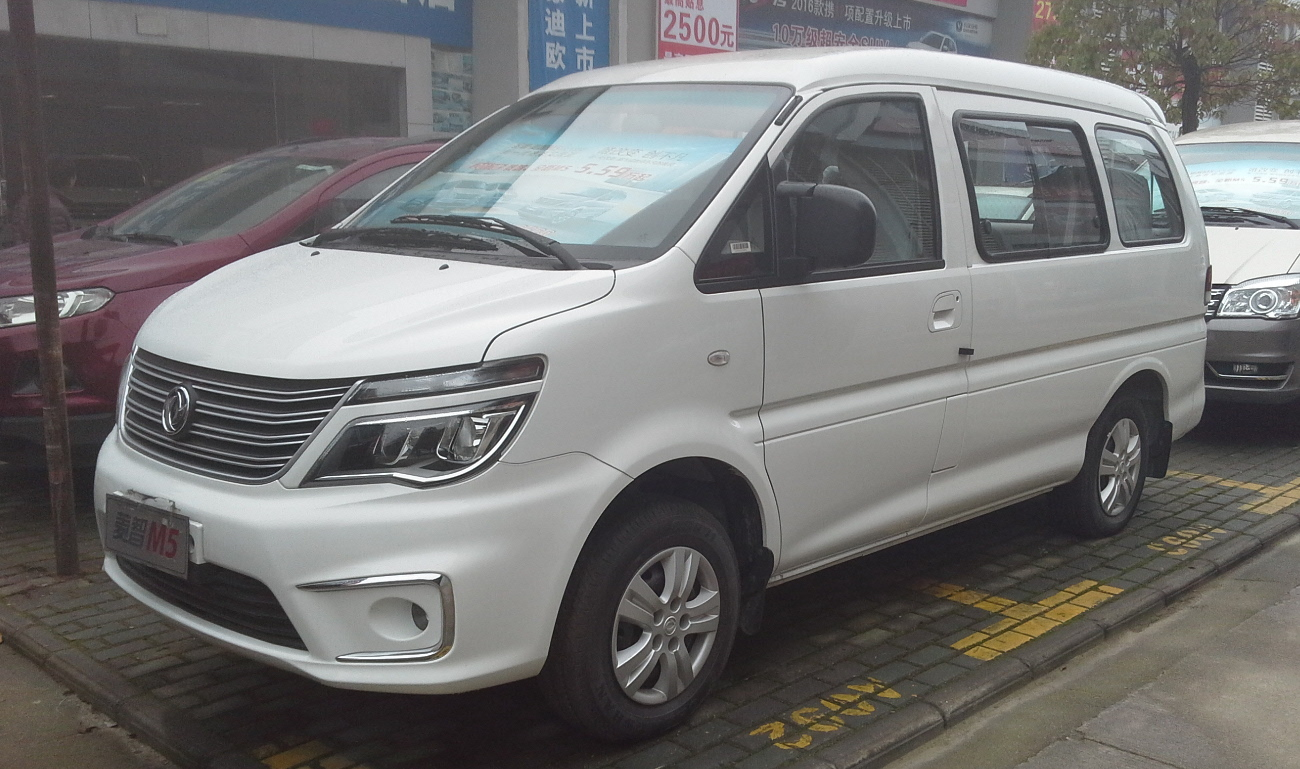
دانگ‌فنگ فنگ‌شینگ لینگژی ام۵ (جلو)
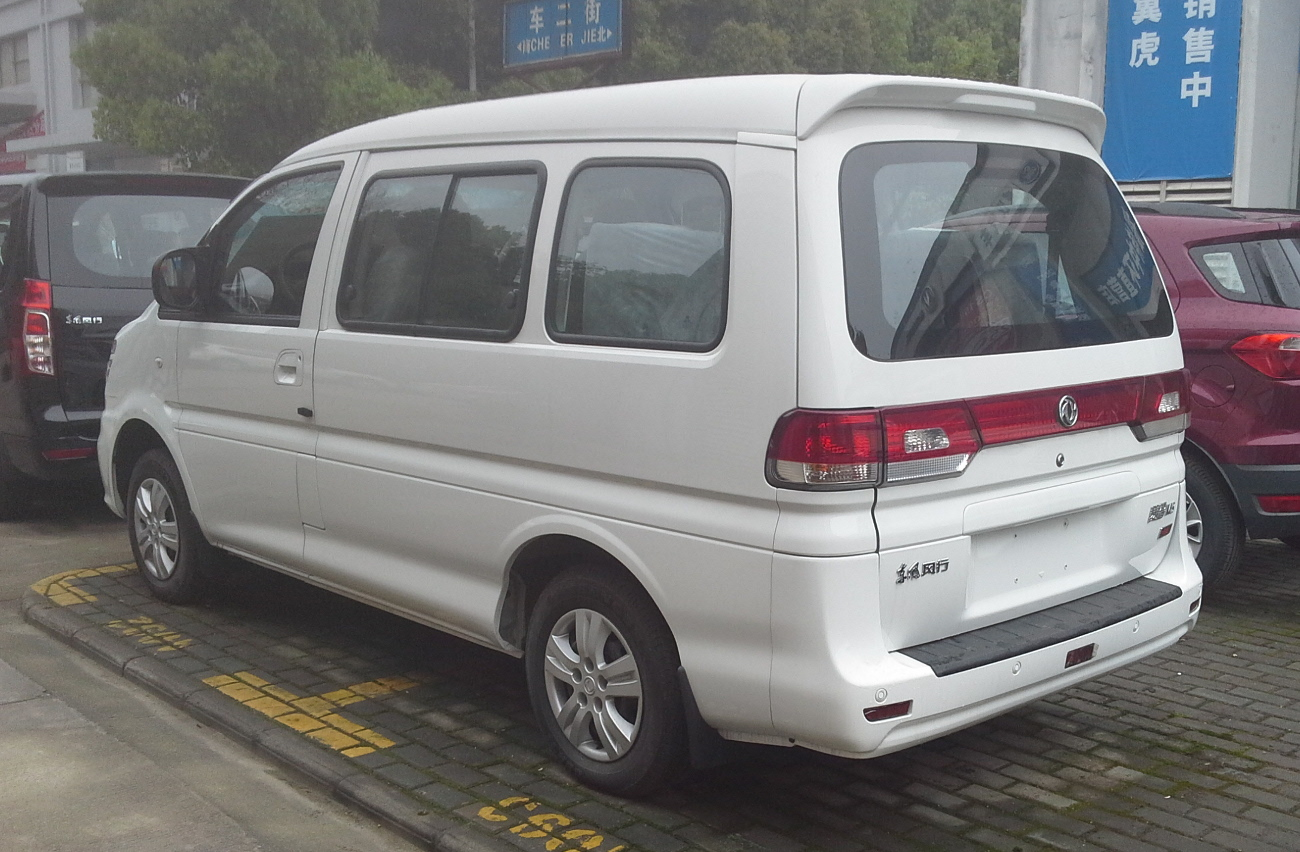
دانگ‌فنگ فنگ‌شینگ لینگژی ام۵ (عقب)
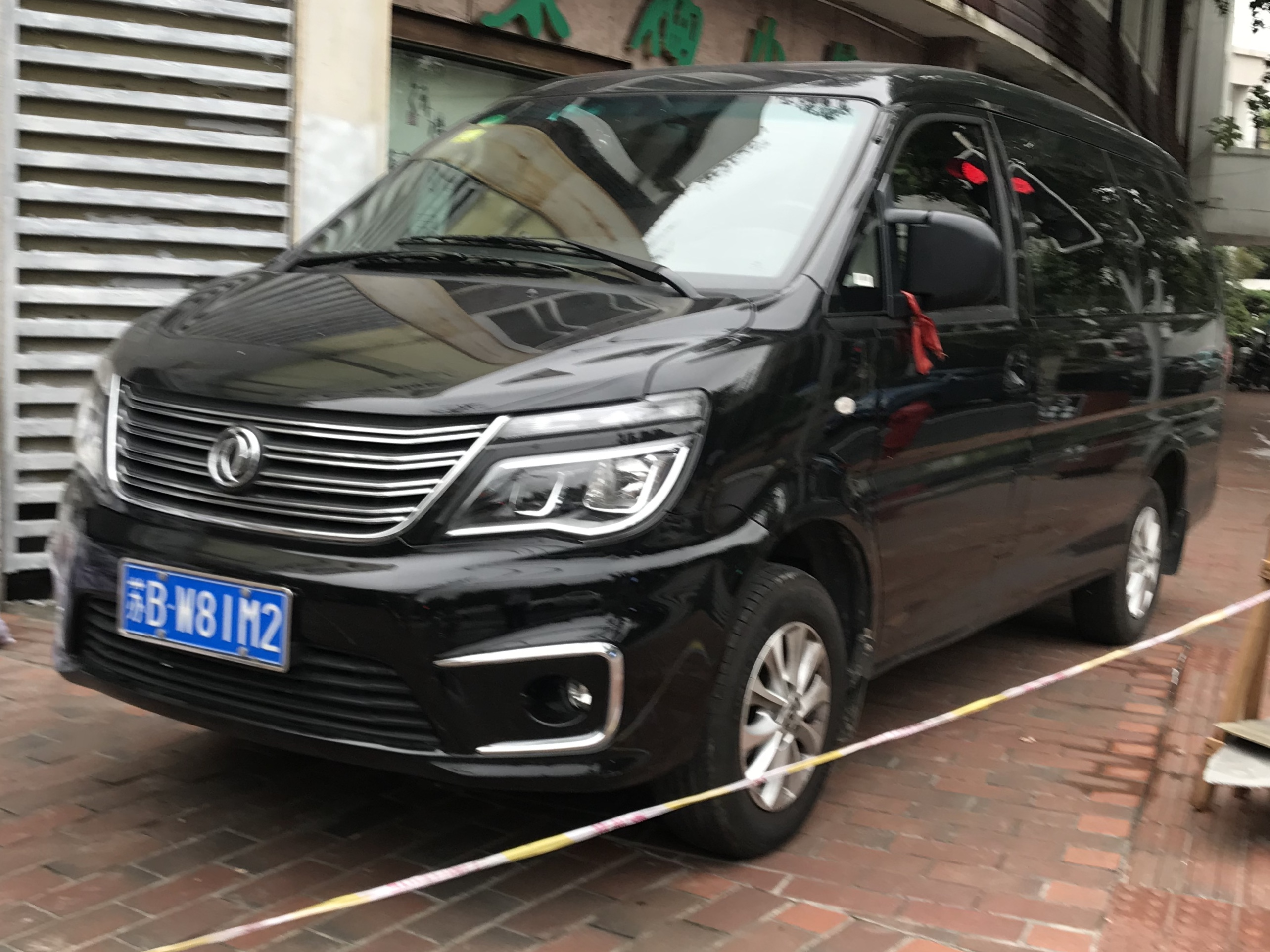
دانگ‌فنگ فنگ‌شینگ لینگژی ام۵ال (جلو)
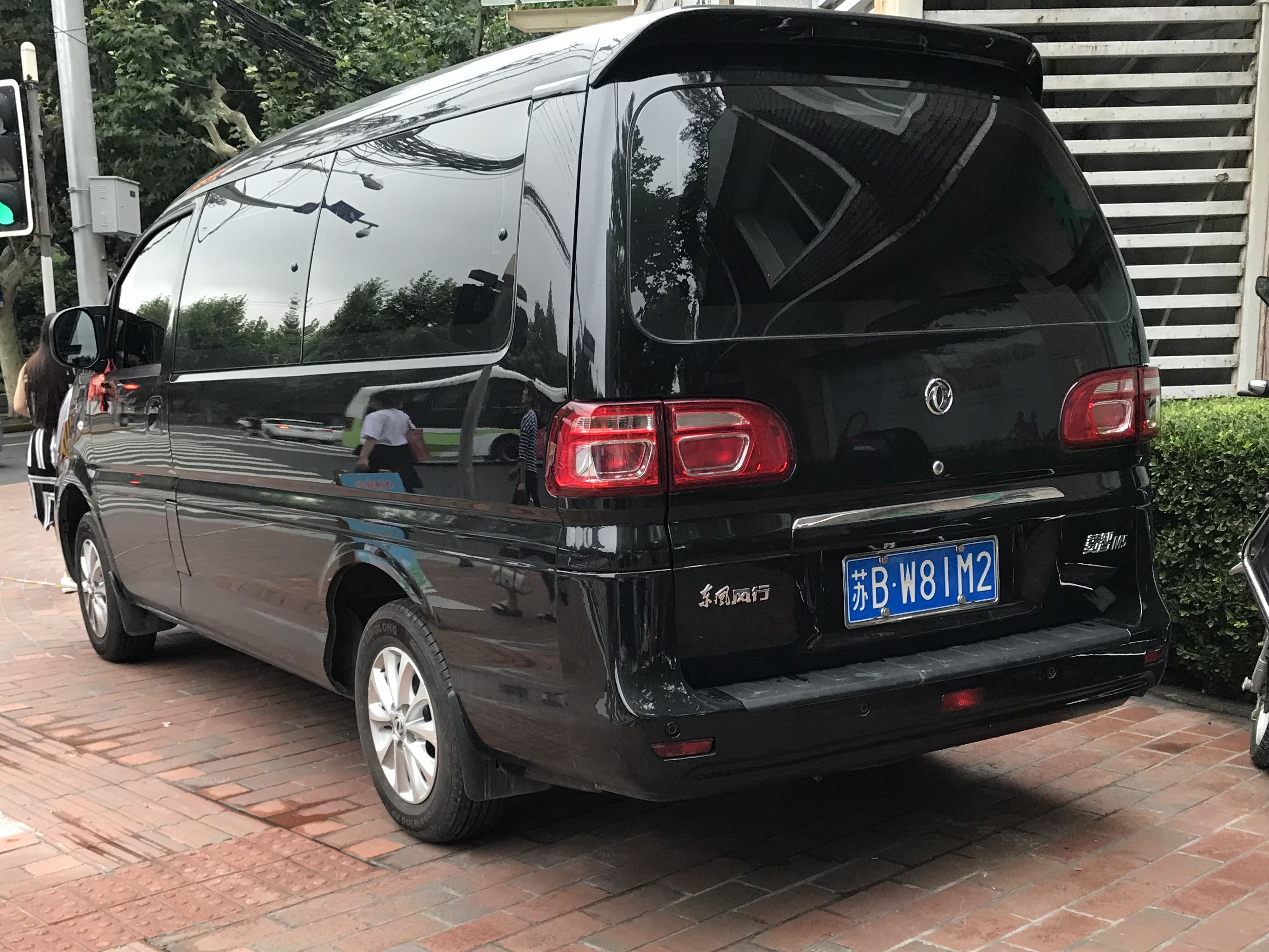
دانگ‌فنگ فنگ‌شینگ لینگژی ام۵ال (عقب)
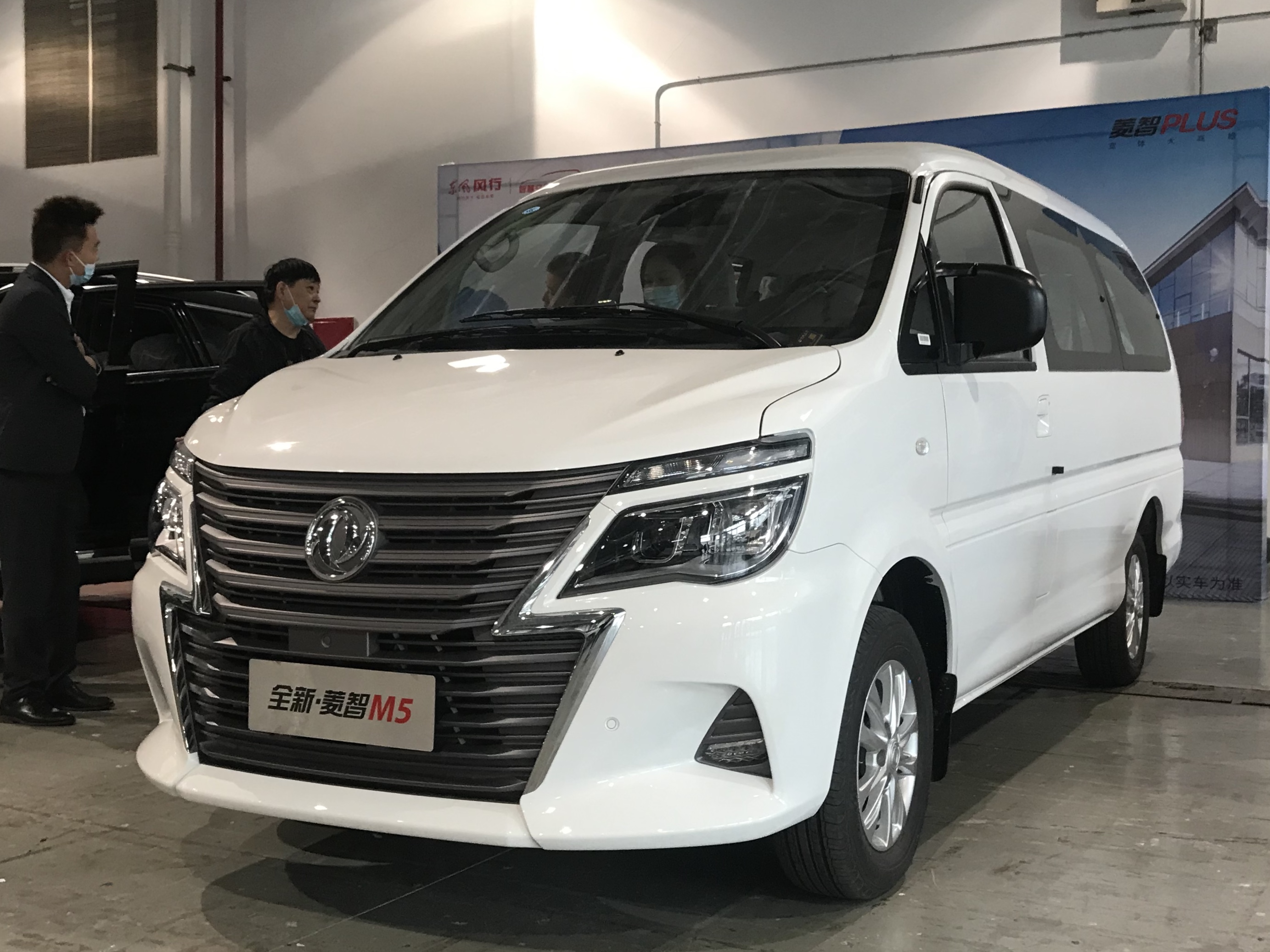
دانگ‌فنگ فنگ‌شینگ لینگژی ام۵ ۲۰۲۰